# Старик, читавший любовные романы (фильм)
«Старик, читавший любовные романы» (англ. The Old Man Who Read Love Stories) — художественный фильм Рольфа де Хера о жизни поселенцев в Южной Америке. Сюжет фильма основан на одноимённом романе, написанном чилийским писателем Луисом Сепульведой.

## Сюжет
Мужчина должен противостоять опасному противнику и своему собственному прошлому. Для этого ему нужно принести жертву и уничтожить того, кого он больше всех любит.

## В ролях
Ричард Дрейфус, Тимоти Сполл, Кэти Тайсон, Луис Осталот, Гильермо Толедо, Йоссе Де Пау, Джером Элерс, Дени Фукерей, Джим Вандер Вуде, Хьюго Уивинг.

## Награды и номинации
- 2002 — Номинация на премию кружка испанских кинокритиков в категории «Лучший адаптированный сценарий» — Рольф де Хир[2]
- 2004 — Премия австралийского киноинститута[3]:
  - номинация в категории «Лучший фильм» — Джулия Райан и Мишель де Брока
  - номинация в категории «Лучший актёр второго плана» — Хьюго Уивинг
  - номинация в категории «Лучший монтаж» — Таня Нэме
  - номинация в категории «Лучший оригинальный саундтрек» — Грэм Тардиф
- 2004 — Премия кружка австралийских кинокритиков[4]:
  - «Лучший адаптированный сценарий» — Рольф де Хир
  - номинация в категории «Лучший фильм»
  - номинация в категории «Лучший режиссёр» — Рольф де Хир
  - номинация в категории «Лучший актёр» — Ричард Дрейфус
  - номинация в категории «Лучшая актёр второго плана» — Хьюго Уивинг
  - номинация в категории «Лучший оператор» — Дени Ленуар
  - номинация в категории «Лучший монтаж» — Таня Нэме
- 2004 — Премия «Inside Film Awards»[5]:
  - «Лучший монтаж» — Таня Нэме
  - номинация в категории «Лучший художественный фильм» — Рольф де Хир, Джулия Райан и Мишель де Брока
  - номинация в категории «Лучший режиссёр» — Рольф де Хир
  - номинация в категории «Лучший сценарий» — Рольф де Хир
  - номинация в категории «Лучший оператор» — Дени Ленуар